# Plage-Desranleau
Pour les articles homonymes, voir Desranleau.
La Plage-Desranleau est un centre de villégiature au Québec situé dans la région de la Montérégie, le long de la frontière avec les États-Unis.
La Plage-Desranleau est un lieu de villégiature situé à moins d'une centaine de kilomètres au sud-est de l'agglomération de Montréal. La bourgade s'étend le long d'une baie située elle-même dans la baie Missisquoi formant une avancée du lac Champlain en territoire québécois jusqu'à Venise-en-Québec. 
La Plage-Desranleau a une altitude qui culmine à 37 mètres.
La Plage-Desranleau est administré par Clarenceville, la municipalité régionale de comté du Haut-Richelieu.